# Universidad Estatal de Economía y Comercio de Rusia
La Universidad Estatal de Economía y Comercio de Rusia (en ruso: Российский государственный торгово-экономический университет) es una universidad ubicada en Moscú, capital de la Federación Rusa.
Se formó en 2002 por la fusión de la Universidad Estatal de Comercio de Moscú, el Colegio de Economía y Comercio de Moscú y el colegio Tecnológico de Moscú.
Capacita aproximadamente 70.000 estudiantes y 27 tiene sucursales distribuidas en Rusia y Kirguistán.

## Rectores
- 2002-2012: Serguéy Baburin
- 2012-presente: Andréi Shklyaev

## Facultades
- Facultad de Aduanas
- Facultad de Tecnologías de la Información
- Facultad Económica-Financiera
- Facultad de Tecnologías Sociales
- Facultad de Comercio y Marketing
- Facultad de Economía y Comercio Mundial
- Facultad de Administración
- Facultad de Hotelería y Servicios de Restaurante
- Facultad de Derecho
- Departamento de Lenguas Extranjeras

## Premios que entrega
Como todas las altas casas de estudio, entrega doctorados honoris causa. Uno de los premiados ha sido Fidel Castro (en 2009), quien además fue nombrado Profesor Honorario. Otro fue Daisaku Ikeda (en 2011).